# Felipe Rodríguez (urugwajski piłkarz)
Felipe Jorge Rodríguez Valla (ur. 26 maja 1990 w Canelones) – urugwajski piłkarz występujący na pozycji ofensywnego pomocnika, obecnie zawodnik meksykańskiego Chiapas.

## Kariera klubowa
Rodríguez urodził się w Canelones, jednak wychowywał się w pobliskim miasteczku Juanicó, gdzie już jako trzylatek zaczął treningi piłkarskie w amatorskim zespole Club Atlético Juanicó. W wieku dwunastu lat wraz z rodzicami wyemigrował do Stanów Zjednoczonych – zamieszkał w Stamford w stanie Connecticut, gdzie uczęszczał do szkoły średniej Westhill High School. Równolegle był zawodnikiem lokalnej ekipy Sound Central SC i był na tyle wyróżniającym się graczem, że kilkakrotnie proponowano mu występy w amerykańskich reprezentacjach juniorskich (do czego ostatecznie nie doszło, gdyż nie posiadał tamtejszego obywatelstwa). W późniejszym czasie powrócił do Urugwaju, gdzie spędził jeszcze dwa lata w rodzimym Juanicó oraz występował w amatorskiej reprezentacji departamentu Canelones.
Profesjonalną karierę Rodríguez rozpoczął w wieku dwudziestu jeden lat, podpisując umowę z drugoligowym klubem Boston River ze stołecznego Montevideo. Stamtąd po roku został wypożyczony do grającego w najwyższej klasie rozgrywkowej Club Atlético Cerro, w którego barwach 25 listopada 2012 w przegranym 0:2 spotkaniu z Central Español zadebiutował w urugwajskiej Primera División. Ogółem w Cerro występował przez rok, jednak nie odniósł żadnych sukcesów i nie potrafił przebić się na stałe do wyjściowego składu. Bezpośrednio po tym – również na zasadzie wypożyczenia – zasilił ekipę El Tanque Sisley, gdzie spędził nieudane sześć miesięcy, będąc wyłącznie rezerwowym. Mimo to – po udanej wiośnie spędzonej w drugiej lidze w Boston River – już w lipcu 2014 ponownie zasilił El Tanque, tym razem już w ramach transferu definitywnego. Premierowego gola w pierwszej lidze strzelił 24 sierpnia 2014 w zremisowanej 3:3 konfrontacji z Rampla Juniors.
Wiosną 2015 Rodríguez został wypożyczony do znacznie bardziej utytułowanego, stołecznego zespołu Defensor Sporting. Jako podstawowy pomocnik grał w jego barwach przez półtora roku, po czym przeniósł się do Meksyku, gdzie na zasadzie wypożyczenia zasilił ekipę Chiapas FC z miasta Tuxtla Gutiérrez. W tamtejszej Liga MX zadebiutował 28 sierpnia 2016 w przegranym 0:3 meczu z Pueblą.
| Sezon     | Klub              | Kraj    | Rozgrywki        | Mecze | Bramki |
| --------- | ----------------- | ------- | ---------------- | ----- | ------ |
| 2011/2012 | Boston River      | Urugwaj | Segunda División | 21    | 3      |
| 2012/2013 | CA Cerro          | Urugwaj | Primera División | 12    | 0      |
| 2013/2014 | El Tanque Sisley  | Urugwaj | Primera División | 3     | 0      |
| 2013/2014 | Boston River      | Urugwaj | Segunda División | 14    | 4      |
| 2014/2015 | El Tanque Sisley  | Urugwaj | Primera División | 14    | 2      |
| 2014/2015 | Defensor Sporting | Urugwaj | Primera División | 9     | 1      |
| 2015/2016 | Defensor Sporting | Urugwaj | Primera División | 21    | 9      |
| 2016/2017 | Chiapas FC        | Meksyk  | Liga MX          |       |        |